# Ankaratridium caecum
Ankaratridium caecum är en kräftdjursart som beskrevs av Paulian de Felice 1950. Ankaratridium caecum ingår i släktet Ankaratridium och familjen Scleropactidae. Inga underarter finns listade i Catalogue of Life.